# 趙南哲
趙 南哲（チョ・ナムチョル、조남철、1923年11月30日 - 2006年7月2日）は、韓国の囲碁棋士。全羅北道扶安郡出身、木谷實門下、九段。韓国人で初の日本棋院プロ棋士。また韓国の現代囲碁の開拓者であり、韓国棋院の前身である漢城棋院を設立、韓国棋院名誉理事長。韓国国手戦9連覇など、現代韓国囲碁黎明期のトップ棋士として活躍し、また韓国の囲碁のレベル向上への功績は大きい。趙治勲の叔父。本貫は豊壌趙氏。日本では、日本語読みでちょう なんてつの呼び名でも知られる。

## 経歴
幼い頃に父から碁を習い、めざましい上達を見せた。1934年に木谷實が訪中し、帰途ソウルに立ち寄った際、南哲の噂を聞いて指導碁を打った。木谷はその場で入門を勧め、1937年14歳で来日して木谷門下生となる。1941年に17歳で日本棋院初段となり、韓国人として初の日本棋院のプロ棋士となった。1943年に帰郷しそのまま韓国に残り、終戦を迎える。
戦後、日本棋院をモデルにした囲碁組織の設立を目指し、1945年に漢城棋院を設立、その後朝鮮棋院、大韓棋院と名前を変える。1950年に韓国で最初に行われた段位決定戦では、三段に認定された。この直後に始まった朝鮮戦争では、韓国軍兵士として従軍し負傷する。停戦後は再度囲碁団体設立を進め、1955年に韓国棋院の設立に至る。1956年から始まった国手戦では、第1期から9連覇するなど、1950、60年代の韓国囲碁界でトップ棋士として活躍する。韓国の金寅、趙祥衍（治勲の兄）、趙治勲、曺薫鉉らの日本留学も支援した。
韓国ではそれまで事前置碁制の巡将碁が主流だったが、南哲が日本で打たれている自由布石の囲碁を普及させた。
1983年九段。1984年韓国棋院名誉理事長、また日本棋院より大倉賞授与。1989年に銀冠文化勲章受章、1998年に雲耕賞文化言論部門賞受賞。2006年、老衰により82歳で死去。殯所には盧武鉉大統領も弔花し、金冠文化勲章が追叙された。2019年、日本棋院の第16回囲碁殿堂入り。

### タイトル歴
- 全国棋士選手権戦 1948-55年（1950-52年は開催せず）
- 国手戦 1956-64年
- 王座戦 1958、69年
- 覇王戦 1959-62年
- 最高位戦 1959-66年（63年は開催せず）
- 名人戦 1968、70年
- 最強者戦 1973年

## 注
1. ↑  “풍양 조씨” (朝鮮語). 중앙일보 (1982年1月30日). 2022年7月19日閲覧。
2. ↑  坂田栄男、趙南哲が囲碁殿堂入り（第16回囲碁殿堂表彰）日本棋院 2019年10月26日閲覧